# Pulo Barat
Pulo Barat is een bestuurslaag in het regentschap Aceh Utara van de provincie Atjeh, Indonesië. Pulo Barat telt 446 inwoners (volkstelling 2010).